# Erik Kratz
Erik Floyd Kratz (Telford, 15 giugno 1980) è un ex giocatore di baseball statunitense.

## Biografia
Kratz si diplomò alla Christopher Dock Mennonite High School di Lansdale, Pennsylvania, e frequentò la Eastern Mennonite University di Harrisonburg in Virginia. Fu il primo giocatore dell'università ad essere selezionato in un draft di Major League.

## Carriera

### Minor League (MiLB)

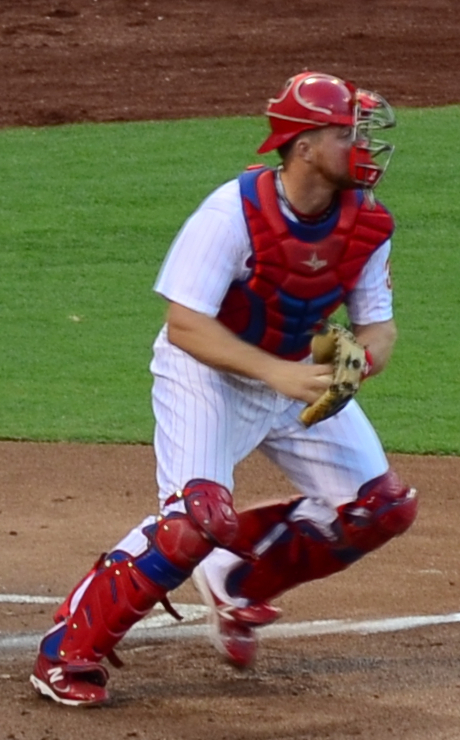
Kratz con i Phillies nel 2012

Fu selezionato nel 29º turno del draft MLB 2002 dai Toronto Blue Jays e venne assegnato in Classe Rookie. Nel 2005 giocò interamente in Doppia-A. Dal 2006 al 2008 divise le stagioni tra Doppia-A e Tripla-A. Il 3 novembre 2008 divenne free agent.
Il 21 gennaio 2009 firmò un contratto di minor league con i Pittsburgh Pirates. Iniziò la stagione 2010 in Tripla-A.

### Major League (MLB)
Kratz debuttò nella MLB il 17 luglio 2010, al PNC Park di Pittsburgh contro gli Houston Astros, battendo la sua prima valida. Free agent dal 6 novembre, Kratz firmò il 12 novembre un contratto con i Philadelphia Phillies.
Il 3 dicembre 2013, i Phillies scambiarono Kratz, assieme al lanciatore Rob Rasmussen, con i Blue Jays in cambio di Brad Lincoln.
Il 28 luglio 2014, i Blue Jays scambiarono Kratz e Liam Hendriks con i Kansas City Royals in cambio di Danny Valencia. Il 21 giugno 2015, Kratz fu prelevato dai waivers dai Boston Red Sox. Appena quattro giorni dopo, Il 25 giugno, fu designato per la riassegnazione e il 29 giugno divenne free agent. Il 2 luglio firmò con i Seattle Mariners e il 15 luglio venne svincolato dalla squadra. Firmò nuovamente con i Phillies il 17 luglio 2015. L'11 dicembre firmò con i San Diego Padres.
Il 28 marzo 2016, i Padres scambiarono Kratz con gli Houston Astros per il lanciatore Dan Straily. che fu designato per la riassegnazione il 16 maggio e svincolato il 22 del mese. Il 27 maggio firmò con i Los Angeles Angels of Anaheim. L'11 giugno tornò ai Pittsburgh Pirates. Il 28 luglio firmò di nuovo con i Toronto Blue Jays. Il 1º dicembre firmò con i Cleveland Indians.
Il 31 agosto 2017 gli Indians scambiarono Kratz con i New York Yankees. In novembre Kratz rifiutò di essere assegnato in Tripla-A e divenne free agent. Il 13 dicembre gli Yankees lo ingaggiarono nuovamente.
Gli Yankees scambiarono Kratz con i Milwaukee Brewers il 25 maggio 2018, in cambio di un giocatore da nominare in seguito o di una somma in denaro.
Il 24 marzo 2019, i Brewers scambiarono Kratz con i San Francisco Giants in cambio di C.J. Hinojosa. Il 13 maggio, venne designato per la riassegnazione.
Il 16 maggio 2019, Kratz venne scambiato con i Tampa Bay Rays in cambio di un giocatore da nominare in seguito. Il 5 giugno venne svincolato dalla squadra e tre giorni dopo, l'8 giugno 2019, firmò un contratto di minor league con gli Yankees. Divenne free agent al termine della stagione 2020.
Il 6 novembre 2020, Kratz annunciò il ritiro dal baseball professionistico.